# Thevenetimyia furvicostata
Thevenetimyia furvicostata är en tvåvingeart som först beskrevs av Roberts 1929.  Thevenetimyia furvicostata ingår i släktet Thevenetimyia och familjen svävflugor. Inga underarter finns listade i Catalogue of Life.